# G.I. Honeymoon
Pour plus de détails, voir Fiche technique et Distribution.
G. I. Honeymoon est un film américain réalisé par Phil Karlson, sorti en 1945.

## Synopsis
Un couple rencontre des problèmes car le mari souhaiterait quitter l'armée pour mieux s'occuper de sa femme, mais les choses sont compliquer.

## Fiche technique
- Titre : G. I. Honeymoon
- Réalisation : Phil Karlson
- Photographie : Harry Neumann
- Musique : Edward J. Kay
- Montage : William Austin
- Pays de production :  États-Unis
- Langue : Anglais
- Format : Noir et blanc - 1,37:1 - Mono
- Genre : Comédie
- Dates de sortie :
  - États-Unis : 6 avril 1945
  - Royaume-Uni : 17 août 1945 (Londres) / 20 août 1945 (sortie nationale)

## Distribution
- Gale Storm : Ann Gordon
- Peter Cookson : Bob Gordon
- Arline Judge : Flo LaVerne
- Frank Jenks : Horace 'Blubber' Malloy
- Jerome Cowan : Ace Renaldo
- Jonathan Hale : Colonel Hammerhead Smith
- Andrew Tombes : Révérend Horace
- Virginia Brissac : Lavinia Thorndyke
- Ralph Lewis : Lieutenant Randall
- Earle Hodgins : Jonas
- Claire Whitney : Mme Brown